# Coriobacteriia
Coriobacteriia es una clase de bacterias grampositivas del filo Actinomycetota. Fue descrito en el año 2013. Son bacterias anaerobias que se encuentran en su mayoría formando parte de la microbiota intestinal humana y de animales. Algunas también en ambientes como aguas. Hay algunas especies que se han relacionado con infecciones humanas, aunque las más destacables de este grupo son Eggerthella lenta y Slackia exigua.

## Taxonomía
Esta clase contiene 3 órdenes, 4 familias y 34 géneros:

### Orden Anaerosomatales

#### Familia Anaerosomataceae
- Anaerosoma
- Parvivirga

### Orden Coriobacteriales

#### Familia Atopobiaceae
- Atopobium
- Caniella
- Fannyhessea
- Granulimonas
- Lancefieldella
- Leptogranulimonas
- Muricaecibacterium
- Olsenella
- Paratractidigestivibacter
- Parolsenella
- Thermophilibacter
- Tractidigestivibacter

#### Familia Coriobacteriaceae
- Collinsella
- Coriobacterium
- Enorma

### Orden Eggerthellales

#### Familia Eggerthellaceae
- Adlercreutzia
- Anaerotardibacter
- Arabiibacter
- Berryella
- Cryptobacterium
- Curtanaerobium
- Denitrobacterium
- Eggerthella
- Ellagibacter
- Enteroscipio
- Gordonibacter
- Paraeggerthella
- Raoultibacter
- Rubneribacter
- Senegalimassilia
- Slackia
- Xiamenia